# Пекан Гап (Тексас)
Пекан Гап (енгл. Pecan Gap) град је у америчкој савезној држави Тексас. По попису становништва из 2010. у њему је живело 203 становника.

## Демографија
Према попису становништва из 2010. у граду је живело 203 становника, што је 11 (5,1%) становника мање него 2000. године.
| Група             | 2000.       | 2010.       |
| Белци             | 181 (84,6%) | 186 (91,6%) |
| Афроамериканци    | 17 (7,9%)   | 5 (2,5%)    |
| Азијати           | 1 (0,5%)    | 0 (0,0%)    |
| Хиспаноамериканци | 14 (6,5%)   | 8 (3,9%)    |
| Укупно            | 214         | 203         |